# Meinold van Windesheim
Meinold van Windesheim (Windesem) of De Meynoldo (overleden 1396 te Zwolle) was een Sallands edelman aan het hof van bisschop Floris van Wevelinkhoven. Hij bekostigde met steun van de Zwolse pastoor Reynold van Dreynen en van het Deventer kapittel in 1393 de bouw van het Rijke Fratershuis in Zwolle. Meinold was van plan om het complex nog verder uit te breiden, maar stuitte op grote weerstand van de stedelijke zittende magistratuur en zelfs lokale geestelijke. Hij verleende onderdak aan enkele leerlingen van het Arme Fratershuis in zijn eigen huis en sloot zich niet veel later aan bij de Broeders van het Gemene Leven. Hij versleet zijn laatste dagen in het Rijke Fratershuis en liet al zijn bezittingen achter aan de broederschap.

## Familie
- Broer: Witte van Windesheim
- Zus: Griete van Windesheim, trouwt met Herman to Noertberghe
- Neef: Dirk Hermansz van Herxen (rector Rijke Fratershuis)[3][5]